# Plan Urbanisme Construction Architecture
Ne pas confondre avec Puca Pucará, site archéologique péruvien.
Pour les articles homonymes, voir PCA et PCH.
Le Plan Urbanisme Construction Architecture (PUCA) est un service interministériel français, rattaché au ministère de l'Écologie et au ministère de la Cohésion des territoires, rattaché à la Direction Générale de l'Aménagement du Logement et de la Nature (DGALN). En plus de ses ministères de tutelle, il associe également le ministère délégué à la Recherche et le ministère de la Culture, anciennement au travers de la direction de l'Architecture et du Patrimoine.

## Historique
En 1971, dans le cadre du 6e plan quinquennal 1971-1976 établi par le Commissariat général du Plan, est créé le Plan Construction. Sous le slogan « Rendre possible », le Plan Construction devait « Stimuler l'innovation ainsi qu'une recherche coordonnée, dans toutes les phases et tous les aspects de la construction des logements : conception, réalisation, coût, qualité, environnement et, plus généralement, cadre de vie. » selon les termes de la lettre de mission de Jacques Chaban-Delmas à Paul Delouvrier du 19 mai 1971. Paul Delouvrier sera alors le premier président du Plan Construction. Il est appuyé par Raymond Sajus, ICPC et premier secrétaire permanent du Plan Construction.
En 1978, Alain Maugard prend la fonction de secrétaire permanent. L'organisme change plusieurs fois de noms, devenant successivement « Plan Construction et Habitat » (PCH) puis « Plan Construction et Architecture » (PCA) au fil de l'enrichissement de ses attributions.
En 1998, le Puca prend la suite du Plan Construction et développe des programmes de recherche et des actions d'expérimentations et d'innovation dans les domaines de l'aménagement des territoires, de l'habitat, de la construction et de la conception architecturale et urbaine.

## Missions
Le Puca, comme le Plan Construction avant lui, a pour mission de favoriser l'innovation dans le domaine de la construction. De par ce rôle de promoteur de l'innovation, le Puca sous ses différentes formes a eu cette particularité d'être « condamné à cibler son effort et à se retirer une fois la percée accomplie ou l'échec consacré » comme l'indiquait Jean-Paul Alduy en 1986, alors qu'il était secrétaire permanent du service.
Historiquement, cela a commencé avec les « modèles-innovation » du Plan. Leur promotion passe par les concours PAN, « Programme Architecture Nouvelle », auxquels participent à partir de 1972 des équipes de architectes, jeunes et moins jeunes, appuyées parfois d'entreprises. Certains projets lauréats ont marqué de leur empreinte l'architecture contemporaine, comme la résidence Kalouguine en 1971, et les concepteurs ont parfois fait une carrière honorable dans le monde de la conception architecturale, comme Michel Andrault et Pierre Parat et Marcel Lods, lauréats en 1972, Christian de Portzamparc, lauréat 1975, Henri Ciriani, lauréat 1976, Roland Castro, lauréat 1980. Les concours PAN ont trouvé leur continuité à l'échelle européenne avec les concours Europan, qui se déroulent toujours.
Les recherches se portent vers l'industrialisation, la qualité de la construction — sujet qui avait fait défaut aux constructions des décennies précédentes de la reconstruction — et, dès 1973, les économies d'énergie. Sur cet aspect, PAN organise en 1978 le concours « H2E85 » visant à réduire de 50 % les consommations énergétiques, et en 1980 « 5 000 maisons solaires. » Le programme H2E85 aura notamment pour effet de jeter les bases de la réglementation thermique française.
Les appels à projet du Puca et de ses prédécesseurs sont également l'occasion de controverses et de débats qui permettent d'avancer dans la réflexion sur l'organisation du secteur de la construction en France. L'appel à projets « Habitat 88 », ouvrant largement aux innovations, est néanmoins critiqué par Paul Chemetov dans l'ouvrage collectif Idées à bâtir. Quant à « Chantier 2000, » le projet permet l'expérimentation de techniques et systèmes nouveaux, de méthodes nouvelles d'optimisation de la coordination de chantier, sur plus de soixante-dix chantiers. Avec « LQCM - Logement à coût et qualité maîtrisés », le Puca exige des maîtres d'ouvrage candidats une approche en coût global, approche innovante pour l'époque. Le programme « VUD - Villa Urbaine Durable » élargit quant à lui le champ de réflexion, en allant jusqu'à intégrer les notions de mixité sociale et de maîtrise de l'étalement urbain.

### Liste des programmes d'expérimentation
- 1972 – PAN : Programme Architecture Nouvelle - Programme toujours en cours (Europan)
- 1972 – Simplification des méthodes et moyens de mesure en acoustique des logements
- 1975 – 1981 - HOT - Habitat original par la thermique
- 1977 – Amélioration de l'habitat
- 1977 – Conception et réalisation de travaux en habitat ancien
- 1977 – Conception dans la construction par composants en système ouvert
- 1978 – Construction par composants : conception et technique
- 1978 – Opération manutention avec l'Anah
- 1978 – Matériels de manutention adaptés à la réhabilitation
- 1978 – Climat, architecture de l'habitat et formes urbaines - Technologies solaires dans l'habitat
- 1979 – Techniques exportables
- 1979 – Matériaux, composants, techniques de construction et environnement
- 1979 – Aspects sociologiques et psychologiques de l'énergie dans l'habitat
- 1980 – Concours 5 000 maisons solaires
- 1980 – L'économie des échanges internationaux de bâtiment
- 1980 – Conception et architecture adaptées
- 1980 – Organisation des chantiers de bâtiment
- 1980 – Le stockage intersaisonnier de calories solaires
- 1981 – Rexcoop
- 1981 – Impex
- 1981 – 1985 - H2E85
- 1981 – 1989 - Habitat 88
- 1982 – In.pro.bat
- 1983 -1989 – Conception et usage de l'habitat (CUH)
- 1983 - 1993 – EVMB - Emploi et valorisation des métiers du bâtiment
- 1985 - 1989 – IN.PRO.BAT - INformatique, PROductique et BÂtiment
- 1989 – Évolution des modes de vie et architectures du logement (Europe)
- 1989 – Domotique
- 1989 – Produits pour mieux vivre
- 1989 – 1996 – Communication-Construction
- 1990 – Métrologie
- 1990 – Programme SEPIA
- 1990 – Produits et matériaux nouveaux
- 1990 – 1994 - Eurorex
- 1991 – Le port et la ville
- 1991 – Réseaux multiservices
- 1993 – 1995 – HQE
- 1993-1996 – Chantiers verts
- 1994-2000 – Chantier 2000 – Mieux produire sur les chantiers
- 1996-2002 – LQCM – Logement à Qualité et Coût Maîtrisés
- 1998-2000 – ARTT et organisation de chantier
- 2000-2005 – Construire avec les sons
- 2001 – VUD – Villa urbaine durable
- 2006 – Logements Optimisés Coûts, Qualité, Fiabilité, Délais – CQFD
- 2008 – REHA - Requalification à haute performance énergétique de l'habitat
- 2009 – Logement Design pour tous
- 2014-2015 — Appel à propositions d’expérimentations et de « bonnes pratiques » sur le BIM – maquette numérique : 34 projets primés comme relevant de bonnes pratiques ou d'outils numériques innovants relatifs à la mise en œuvre du BIM (maquette numérique du bâtiment), tant lors de la conception, de la construction que de l'exploitation de projets immobiliers en France[2].

## Organisation

La Grande Arche.

Le service interministériel est rattaché aux ministère de l'Écologie et ministère de la Cohésion des territoires. 
Ses locaux se trouvent dans l'arche de la Défense.
Le Puca est structuré en différents groupes de travail. Après le sommet de Rio de 1992, le groupe de travail qui se développe le plus est celui qui concerne l'environnement, avec des programmes tels qu'« HQE » et « Chantiers verts ».

## Publications
Il publie des ouvrages et rapports d'études à compte d'éditeur. Il édite la revue Les Annales de la recherche urbaine ainsi que d'autres périodiques, comme Premier plan, journal d'information du Puca.